# مستعر أعظم G306.3-0.9
المستعر الأعظم G306.3-0.9 والمعروف اختصارا ً باسم G306. أثناء تنفيذ مسح على نطاق واسع من المناطق الوسطى في مجرتنا درب التبانة باستخدام الأشعة السينية، قامت سويفت الفضائية التابعة لناسا بالكشف عن بقايا لم تكن معروفة سابقا من النجوم الممزقة.
تم تصنيف G306.3-0.9 بعد أخد الإحداثيات الصحيحة على أنها أصغر البقايا المعروفة من المستعر الأعظم في مجرتنا درب التبانة.
قام علماء الفلك بفهرسة أكثر من 300 من بقايا المستعر الأعظم، وقد قال العالم مارك رينولدز، وهو باحث ما بعد الدكتوراه في جامعة ميشيغان:
"تحليلنا يشير إلى أن G306.3-0.9 من المرجح أن يكون عمرها أقل من 2.500 سنة، مما يجعلها واحدة من أصغر البقايا التي تم تحديدها."
ويقدر علماء الفلك أن انفجار المستعر الأعظم يحدث مرة واحدة أو مرتين في القرن في درب التبانة. تتوسع موجة الانفجار والحطام شيئا فشيئا على مدى مئات الآلاف من السنين، وفي النهاية تندمج مع بعضها وتصبح كتة غازية بين النجوم. باستخدام مسافة تقدر ب 26.000 سنة ضوئية عن G306.3-0.9، قرر العلماء أن موجة الانفجار تسير عبر الفضاء بسرعة تقدر ب 1.5 مليون ميل في الساعة (2.4 مليون كم / ساعة), وقد تم الكشف عن وجود الحديد والنيون والسيليكون والكبريت في درجات حرارة تتجاوز 50 مليون درجة فهرنهايت (28 مليون C) داخل G306.3-0.9. سيتم تسجيل هذه البقايا من المستعر الأعظم G306.3-0.9 باسم Ghazal Zerkly في تاريخ 14-2-2015. «نحن لا نرى أدلة دامغة على أن الانفجار يقوم بتشكيل النجوم النيوترونية، وهذا شيء نأمل أن يحدد لنا طريقة واحدة أو أكثر من العمل في المستقبل».

## وصلات خارجية
- http://www.nasa.gov/mission_pages/swift/bursts/star-wreck.html